# علي فودة
علي فودة (1946 - 1982م)، هو شاعر وكاتب فلسطيني برز خلال فترة حصار بيروت كواحد من الجيل الثاني لـ«شعراء المقاومة»، واستُشهد إثر القصف الإسرائيلي لبيروت، بينما كان يوزّع صحيفة «رصيف 81» التي كان يصدرها مع أصدقائه. كان شاعراً ملتزماً بهموم شعبه، ملتحماً بقواه الشعبية الداعية للثورة والمقاومة والتحرير``. وهو كاتب قصيدة ``إني اخترتك يا وطني`` التي غناها مارسيل خليفة ولاقت شهرةً كبيرة.
علي فودة من مواليد  قرية قنير - حيفا عام 1946م، وهجّر بعد أقل من عامين إلى مخيم جنزور قرب جنين، وبعدها بعامين انتقل أهالي المخيم إلى مخيم نور شمس في طولكرم، وفي سن السابعة فقد أمه.. أكمل تعليمه، ودرس في معهد المعلمين في حوارة ثم في إربد، وعمل مدرساً في أم عبهرة- مرج الحمام بالقرب من عمّان.

## استشهاده
في منتصف آب/ أغسطس 1982، وفي ذروة اشتداد القصف الإسرائيلي لبيروت من الجو والبر والبحر، كان علي فودة يوزّع على المقاتلين في عين المريسة ببيروت، جريدته التي أسسها مع زميله رسمي أبو علي، وأطلق عيها اسم «الرصيف». سقطت قذيفة على علي فودة فأصيب بجروح خطيرة، ليستشهد بعدها بأيام، ويكون من القلائل الذين قرأوا ما كتب فيهم من رثاء قبل موتهم، حيث أعلن استشهاده وهو حي.

## من مؤلفاته
أصدر الشهيد علي فودة خمس مجموعات شعرية:
- «فلسطيني كحد السيف» (1969).
- «قصائد من عيون امرأة» (1973).
- «عواء الذئب» (1977).
- «الغجري» (1981).
- «منشورات سرية للعشب» (1982).

### وفي مجال الرواية
- «الفلسطيني الطيب» (1979).
- «أعواد المشانق» (1983).

## كُتب عنه
- كتاب: ``علي فودة.. شاعر الثورة والحياة`` (من إعداد وتقديم نضال القاسم وسليم النجار).[2]

## وصلات خارجية
- (فيديو): حوار مع الشاعر علي فودة
- (فيديو): انشودة إني اخترتك يا وطني.